# Compostela (pèlerinage)
Pour les articles homonymes, voir Compostela.

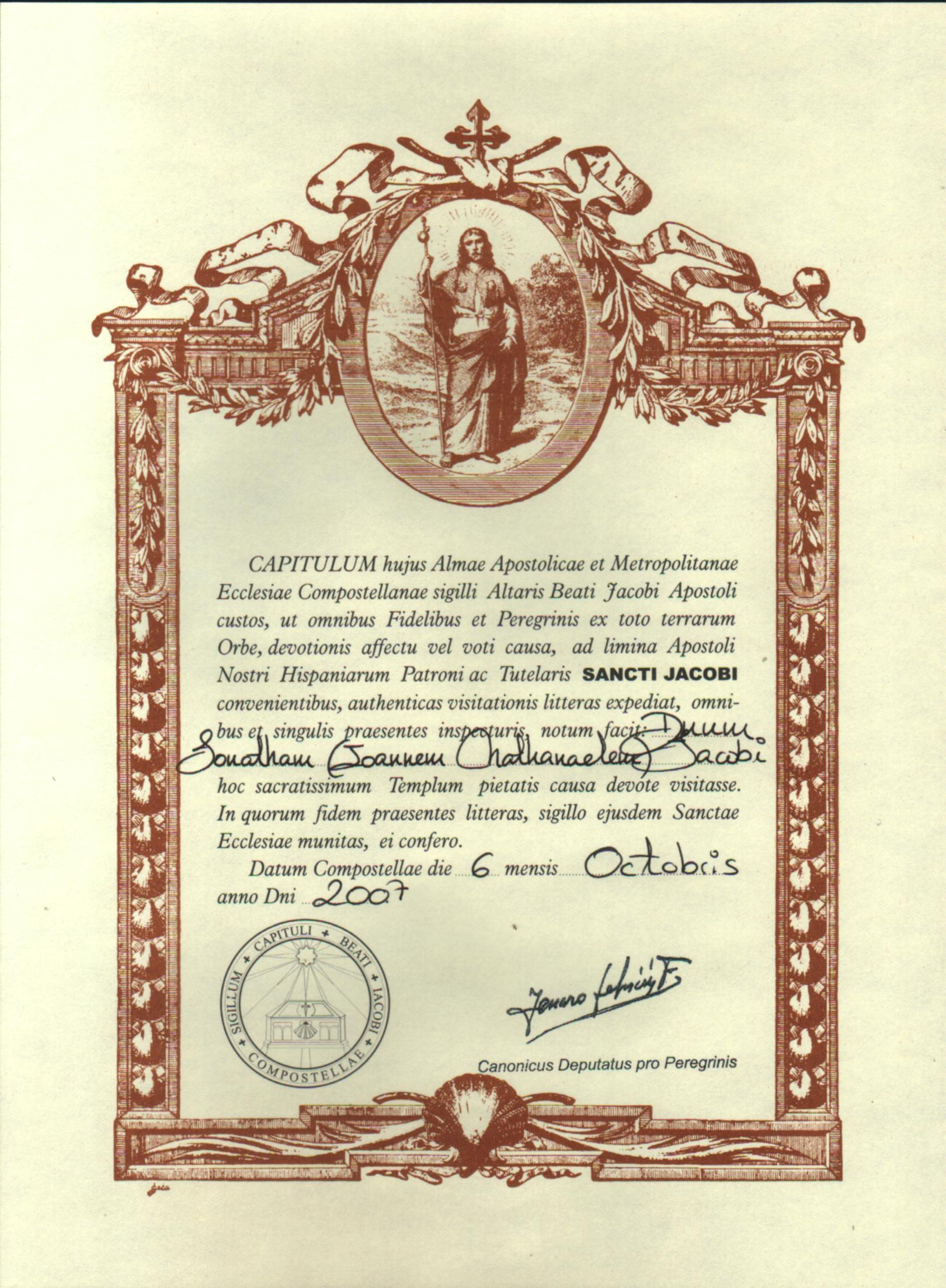
Compostela de 2007

La compostela est un certificat de pèlerinage, rédigé en latin, qui est remis au pèlerin à son arrivée à Compostelle par le Bureau des pèlerinages pour attester qu'il a fait le pèlerinage de Saint-Jacques-de-Compostelle. Ce certificat se rattache à la tradition médiévale qui voulait qu’un pèlerin rapportât un témoignage de son arrivée au sanctuaire.

## Historique
Au Moyen Âge, ce certificat était une « lettre sous scel authentique » et n’était une obligation que lorsqu’il s’agissait d’un pèlerinage pénitentiel[réf. nécessaire]. On n’en conserve que de très rares exemplaires[réf. souhaitée].
En 1976, le texte était le suivant : « Nous soussigné, (évêque) de Compostelle, recteur de l’éminent chapitre de la cathédrale de Compostelle, attestons que M… après avoir parcouru le chemin dit de Saint-Jacques, comme il ressort des tampons apposés en chaque lieu sur son carnet de route par les institutions du chemin, suivant les traces des pèlerins des siècles passés, a visité dévotement en cette année jubilaire de 1976 le tombeau de saint Jacques le Majeur que garde avec vigilance l’église cathédrale de Compostelle. »
En 2000, le « chemin », les « tampons », les « pèlerins des siècles passés » et le « tombeau » ont disparu, faisant place à un texte rappelant les liens de saint Jacques avec l'Espagne : « Le chapitre de cette bienheureuse église métropolitaine et apostolique de Compostelle, garde des sceaux de l'autel du Bienheureux Apôtre Jacques, afin de délivrer à tous les Fidèles et Pèlerins du Monde entier parvenant auprès de saint Jacques, notre Apôtre, patron et protecteur des Espagnes, mus par la dévotion ou par un vœu, un certificat de pèlerinage, au vu des circonstances, certifie que M…, mû(e) par sa foi, a dévotement visité ce très saint Temple. Au nom de cette foi, je lui remets la présente attestation, munie du sceau de cette Sainte Église. »
Aujourd’hui, les pèlerins qui ne se déclarent pas « mus par la dévotion » reçoivent une attestation-souvenir[réf. nécessaire].

## Attribution de la Compostela
Il est recommandé de se munir du credential, qui est le carnet de pèlerinage où sont tamponnés jour par jour les différentes étapes. Il est délivré par une autorité religieuse ou civile et les tampons sont apposés par un hospitalero bénévole, un hôtelier, un religieux, une mairie etc. 
D'après le règlement du pèlerinage édité par la cathédrale de Compostelle la Compostela est délivrée aux pèlerins donnant un sens religieux à leur pèlerinage et parcourant les cent derniers kilomètres à pied ou à cheval ou les deux cents derniers à vélo